# نویب
عبدالملک بن عبدالعزیز سَلولی شهرت‌یافته به نُویب شاعر عربستانی در سدهٔ دوم هجری بود. از جمله شاعرانی است که دعوت درباران را نپذیرفت و به مدح کسی نپرداخت. از اهالی یمامه بود و همان‌جا بزرگ شد. دلبستهٔ دختری به نام «سُعدیٰ بنت ازهر» بود.